# John Currin
John Currin (* 19. September 1962 in Boulder, Colorado) ist ein US-amerikanischer Maler. Er besuchte die Carnegie Mellon University sowie die Yale University.
Currins Stil orientiert sich teils an Werken der Renaissance – die Ähnlichkeit zu den Werken Lucas Cranachs d. Ä. ist in einigen seiner Bilder deutlich spürbar –, teils an modernen Magazinen, wobei er oft die Proportionen des menschlichen Körpers grotesk überzeichnet.
Seine Gemälde können u. a. im Whitney Museum of American Art und der Smithsonian Institution betrachtet werden. Currins Werke erzielen mittlerweile Höchstpreise bis zu $5.458.500 (Nice ’n Easy, Sotheby’s, November 2008). 
2009 wurde John Currin zum Mitglied (NA) der National Academy of Design gewählt.